# Spielvereinigung Bayreuth 1979-1980
Questa voce raccoglie le informazioni riguardanti la Spielvereinigung Bayreuth nelle competizioni ufficiali della stagione 1979-1980.

## Stagione
Nella stagione 1979-1980 il Bayreuth, allenato da Heinz Elzner e Gerhard Pfeiffer, concluse il campionato di 2. Bundesliga al 13º posto. In Coppa di Germania il Bayreuth fu eliminato ai quarti di finale dallo Schalke 04.

## Rosa
| N. |                     | Ruolo | Calciatore           |
| -- | ------------------- | ----- | -------------------- |
|    | Germania (bandiera) | P     | Wolfgang Mahr        |
|    | Germania (bandiera) | P     | Norbert Schumbrutzki |
|    | Germania (bandiera) | D     | Harald Bleckert      |
|    | Germania (bandiera) | D     | Reinhard Brendel     |
|    | Germania (bandiera) | D     | Rudolf Hannakampf    |
|    | Germania (bandiera) | D     | Ronald Schwarz       |
|    | Germania (bandiera) | D     | Lothar Wolf          |
|    | Germania (bandiera) | C     | Hubert Besl          |
|    | Germania (bandiera) | C     | Klaus Brand          |
|    | Germania (bandiera) | C     | Wolfgang Breuer      |

| N. |                     | Ruolo | Calciatore          |
| -- | ------------------- | ----- | ------------------- |
|    | Germania (bandiera) | C     | Harald Dollhopf     |
|    | Germania (bandiera) | C     | Wolfgang Gunselmann |
|    | Germania (bandiera) | C     | Herbert Horn        |
|    | Germania (bandiera) | C     | Rolf Kaul           |
|    | Germania (bandiera) | C     | Uwe Schreml         |
|    | Germania (bandiera) | A     | Werner Dorok        |
|    | Germania (bandiera) | A     | Manfred Größler     |
|    | Germania (bandiera) | A     | Rüdiger Scheler     |
|    | Germania (bandiera) | A     | Helmut Schmitz      |
|    | Germania (bandiera) | A     | Uwe Sommerer        |

## Organigramma societario
Area tecnica
- Allenatore: Gerhard Pfeiffer
- Allenatore in seconda:
- Preparatore dei portieri:
- Preparatori atletici:

## Calciomercato

### Sessione estiva
| Acquisti | Acquisti | Acquisti | Acquisti |
| R.       | Nome     | da       | Modalità |
| -------- | -------- | -------- | -------- |

| Cessioni | Cessioni          | Cessioni | Cessioni |
| R.       | Nome              | a        | Modalità |
| -------- | ----------------- | -------- | -------- |
| A        | Heinz Tochtermann | Friburgo |          |
| A        | Mogens Hansen     | Næstved  |          |

### Sessione invernale
| Acquisti | Acquisti | Acquisti | Acquisti |
| R.       | Nome     | da       | Modalità |
| -------- | -------- | -------- | -------- |

| Cessioni | Cessioni        | Cessioni     | Cessioni |
| R.       | Nome            | a            | Modalità |
| -------- | --------------- | ------------ | -------- |
| C        | Norbert Hofmann | Uerdingen 05 |          |

## Risultati

### 2. Bundesliga

#### Girone di andata
| Arbitro: | Aldinger |

|                            |           |              |
| Größler 4’ Tochtermann 90’ | Marcatori | 83’ Fritsche |

| Arbitro: | Jupe |

|                               |           |                  |
| Mattern 27’, 86’ Nathmann 77’ | Marcatori | 11’, 39’ Brendel |

| Arbitro: | Dücker |

|              |           |                |
| Sommerer 16’ | Marcatori | 77’ Zimmermann |

| Arbitro: | Quindeau |

|                                                   |           |  |
| Günther 3’ Struth 7’ (rig.) Dohmen 53’ Krauth 84’ | Marcatori |  |

| Arbitro: | Könen |

|                                                              |           |                     |
| Tochtermann 38’, 53’ Schmitz 41’ Hannakampf 47’ Sommerer 90’ | Marcatori | 71’ (rig.) Krostina |

| Arbitro: | Messmer |

|            |           |                                         |
| Collet 44’ | Marcatori | 36’ Brendel 38’ (rig.) Größler 74’ Wolf |

| Arbitro: | Clajus |

|                                         |           |                      |
| Sommerer 44’, 47’, 68’, 80’ Hofmann 77’ | Marcatori | 3’ Sarroca 81’ Pfaff |

| Arbitro: | Kuhn |

|                                                     |           |  |
| Hintermaier 46’ Lieberwirth 51’ Weyerich 86’ (rig.) | Marcatori |  |

| Arbitro: | Dreher |

|             |           |                     |
| Hofmann 11’ | Marcatori | 67’ Müller 82’ Heck |

| Arbitro: | Nickel |

|                         |           |                          |
| Schulz 20’ Wilhelmi 61’ | Marcatori | 78’ Schmitz 84’ Sommerer |

| Arbitro: | Brückner |

|                                |           |              |
| Binder 14’ Bury 74’ Zitzer 81’ | Marcatori | 61’ Sommerer |

| 20 ottobre 1979 12ª giornata |  | – Turno di riposo |  |  |

| Arbitro: | Tritschler |

|                        |           |  |
| Stetter 28’ Walter 60’ | Marcatori |  |

| Arbitro: | Ross |

|                                |           |  |
| Brendel 57’ Größler 88’ (rig.) | Marcatori |  |

| Arbitro: | Jupe |

|                                               |           |                                                  |
| Allgöwer 4’ Nickel 57’ (rig.), 83’ Dreher 66’ | Marcatori | 12’ (rig.) Hofmann 46’ Sommerer 51’ (aut.) Hayer |

| Arbitro: | Schmidhuber |

|                   |           |                                                        |
| Sommerer 55’, 62’ | Marcatori | 31’ Höcher 47’ Killmaier 54’ Krzyzanowski 78’ Michalka |

| Arbitro: | Röder |

|                 |           |  |
| Michelberger 2’ | Marcatori |  |

| Arbitro: | Scheffner |

|                                                                |           |                      |
| Geinzer 16’ Krause 25’, 78’ Grünewald 57’ Knecht 72’ Domes 86’ | Marcatori | 39’ Größler 83’ Besl |

| Arbitro: | Vielsack |

|                        |           |  |
| Sommerer 42’, 78’, 83’ | Marcatori |  |

| Arbitro: | Huster |

|              |           |  |
| Heinlein 59’ | Marcatori |  |

| Arbitro: | Gaus |

|                         |           |  |
| Schreml 27’ Größler 73’ | Marcatori |  |

#### Girone di ritorno
| Arbitro: | Brückner |

|                       |           |          |
| Fritsche 37’ Lenz 68’ | Marcatori | 5’ Dorok |

| Arbitro: | Aldinger |

|                                        |           |  |
| Schmitz 20’ Größler 66’ Brand 68’, 70’ | Marcatori |  |

| Arbitro: | Theobald |

|            |           |                      |
| Kohnle 59’ | Marcatori | 11’ Breuer 39’ Brand |

| Arbitro: | Aldinger |

|                            |           |                              |
| Breuer 4’ Brendel 15’, 40’ | Marcatori | 11’ Becker 59’ Groß 63’ Bold |

| Arbitro: | Walther |

|                                     |           |                                      |
| Sommer 23’, 83’ Krostina 87’ (rig.) | Marcatori | 10’ Horn 30’ Sommerer 31’, 44’ Brand |

| Arbitro: | Correll |

|                    |           |                                        |
| Größler 65’ (rig.) | Marcatori | 19’, 54’ (rig.), 71’ Neumann 33’ Karow |

| Arbitro: | Tritschler |

|                                            |           |                            |
| Klein 9’, 51’, 65’ Hofmann 57’ Posniak 81’ | Marcatori | 21’ Brendel 61’ Gunselmann |

| Arbitro: | Michel |

|             |           |                     |
| Brendel 86’ | Marcatori | 90’ (rig.) Weyerich |

| Arbitro: | Aulenbacher |

|                               |           |  |
| Traser 3’ Heck 13’ Künkel 29’ | Marcatori |  |

| Arbitro: | Röder |

|                                   |           |             |
| Breuer 13’ Sommerer 20’ Brand 31’ | Marcatori | 81’ Poulsen |

| Arbitro: | Kühne |

|  |           |                          |
|  | Marcatori | 11’ Wöhrlin 87’ Schulzke |

| Arbitro: | Gaus |

|                        |           |            |
| Fischer 17’ Bender 63’ | Marcatori | 18’ Breuer |

| 19 aprile 1980 34ª giornata |  | – Turno di riposo |  |  |

| Arbitro: | Joos |

|                         |           |                               |
| Größler 30’ Brendel 65’ | Marcatori | 55’ (aut.) Brendel 89’ Schauß |

| Arbitro: | Schmidhuber |

|  |           |               |
|  | Marcatori | 3’, 67’ Brand |

| Arbitro: | Dücker |

|                          |           |                 |
| Schmitz 39’ Sommerer 63’ | Marcatori | 68’ (aut.) Kaul |

| Arbitro: | Schmoock |

|                                                      |           |                                    |
| Basic 62’ Ruhs 69’, 80’ Killmaier 74’ Mühldorfer 87’ | Marcatori | 9’ Schmitz 13’ Größler 30’ Brendel |

| Arbitro: | Brückner |

|                                   |           |                 |
| Größler 3’ (rig.), 5’ Schmitz 11’ | Marcatori | 85’ Leiendecker |

| Arbitro: | Messmer |

|            |           |  |
| Breuer 43’ | Marcatori |  |

| Arbitro: | Röder |

|                                             |           |                                  |
| Kiefer 19’ Bauer 30’ Hein 44’ Respondek 53’ | Marcatori | 13’ Schmitz 38’ Brand 85’ Breuer |

| Arbitro: | Hellwig |

|                                    |           |           |
| Schmitz 4’ Größler 35’ Brendel 75’ | Marcatori | 87’ Bulut |

### Coppa di Germania
| Arbitro: | Röder |

|                                                               |           |  |
| Tochtermann 6’ Horn 48’ Sommerer 65’ Bleckert 71’ Schmitz 83’ | Marcatori |  |

| Arbitro: | Brückner |

|                                                                            |           |  |
| Schmitz 16’ Horn 25’ Tochtermann 51’ Besl 52’, 79’ Schumbrutzki 89’ (rig.) | Marcatori |  |

| Arbitro: | Walz |

|              |           |  |
| Sommerer 22’ | Marcatori |  |

| Arbitro: | Walz |

|                                                 |           |                           |
| Sommerer 3’, 107’ Größler 43’ Brendel 96’, 110’ | Marcatori | 25’ Brandenburg 39’ Mainz |

| Arbitro: | Niemann |

|                           |           |          |
| Höfer 6’, 83’ Drexler 90’ | Marcatori | 46’ Horn |

## Statistiche

### Statistiche di squadra
| Competizione      | Punti | In casa | In casa | In casa | In casa | In casa | In casa | In trasferta | In trasferta | In trasferta | In trasferta | In trasferta | In trasferta | Totale | Totale | Totale | Totale | Totale | Totale | DR  |
| Competizione      | Punti | G       | V       | N       | P       | Gf      | Gs      | G            | V            | N            | P            | Gf           | Gs           | G      | V      | N      | P      | Gf     | Gs     | DR  |
| ----------------- | ----- | ------- | ------- | ------- | ------- | ------- | ------- | ------------ | ------------ | ------------ | ------------ | ------------ | ------------ | ------ | ------ | ------ | ------ | ------ | ------ | --- |
| 2. Bundesliga     | 37    | 20      | 12      | 4       | 4       | 46      | 27      | 20           | 4            | 1            | 15           | 31           | 55           | 40     | 16     | 5      | 19     | 77     | 82     | -5  |
| Coppa di Germania | -     | 4       | 4       | 0       | 0       | 17      | 2       | 1            | 0            | 0            | 1            | 1            | 3            | 5      | 4      | 0      | 1      | 18     | 5      | +13 |
| Totale            | 37    | 24      | 16      | 4       | 4       | 63      | 29      | 21           | 4            | 1            | 16           | 32           | 58           | 45     | 20     | 5      | 20     | 95     | 87     | +8  |

### Andamento in campionato
| Giornata  | 1 | 2  | 3  | 4  | 5  | 6 | 7 | 8 | 9 | 10 | 11 | 12 | 13 | 14 | 15 | 16 | 17 | 18 | 19 | 20 | 21 | 22 | 23 | 24 | 25 | 26 | 27 | 28 | 29 | 30 | 31 | 32 | 33 | 34 | 35 | 36 | 37 | 38 | 39 | 40 | 41 | 42 |
| --------- | - | -- | -- | -- | -- | - | - | - | - | -- | -- | -- | -- | -- | -- | -- | -- | -- | -- | -- | -- | -- | -- | -- | -- | -- | -- | -- | -- | -- | -- | -- | -- | -- | -- | -- | -- | -- | -- | -- | -- | -- |
| Luogo     | C | T  | C  | T  | C  | T | C | T | C | T  | T  |    | T  | C  | T  | C  | T  | T  | C  | T  | C  | T  | C  | T  | C  | T  | C  | T  | C  | T  | C  | C  | T  |    | C  | T  | C  | T  | C  | C  | T  | C  |
| Risultato | V | P  | N  | P  | V  | V | V | P | P | N  | P  |    | P  | V  | P  | P  | P  | P  | V  | P  | V  | P  | V  | V  | N  | V  | P  | P  | N  | P  | V  | P  | P  |    | N  | V  | V  | P  | V  | V  | P  | V  |
| Posizione | 8 | 11 | 12 | 15 | 10 | 6 | 4 | 6 | 9 | 10 | 13 | 14 | 15 | 13 | 16 | 17 | 17 | 17 | 16 | 17 | 14 | 17 | 15 | 12 | 13 | 11 | 11 | 12 | 12 | 17 | 13 | 15 | 16 | 18 | 17 | 15 | 14 | 17 | 15 | 11 | 14 | 13 |

Legenda:

Luogo: C = Casa; T = Trasferta. Risultato: V = Vittoria; N = Pareggio; P = Sconfitta.

### Statistiche dei giocatori
| Giocatore       | 2. Bundesliga | 2. Bundesliga | 2. Bundesliga | 2. Bundesliga | Coppa di Germania | Coppa di Germania | Coppa di Germania | Coppa di Germania | Totale   | Totale | Totale      | Totale     |
| Giocatore       | Presenze      | Reti          | Ammonizioni   | Espulsioni    | Presenze          | Reti              | Ammonizioni       | Espulsioni        | Presenze | Reti   | Ammonizioni | Espulsioni |
| --------------- | ------------- | ------------- | ------------- | ------------- | ----------------- | ----------------- | ----------------- | ----------------- | -------- | ------ | ----------- | ---------- |
| H. Besl         | 30            | 1             | 0             | 0             | 3                 | 2                 | 0                 | 0                 | 33       | 3      | 0           | 0          |
| H. Bleckert     | 38            | 0             | 2             | 0             | 4                 | 1                 | 0                 | 0                 | 42       | 1      | 2           | 0          |
| K. Brand        | 32            | 9             | 3             | 0             | 5                 | 0                 | 1                 | 0                 | 37       | 9      | 4           | 0          |
| R. Brendel      | 39            | 11            | 4             | 0             | 5                 | 2                 | 0                 | 0                 | 44       | 13     | 4           | 0          |
| W. Breuer       | 20            | 6             | 0             | 0             | 3                 | 0                 | 2                 | 0                 | 23       | 6      | 2           | 0          |
| H. Dollhopf     | 0             | 0             | 0             | 0             | 0                 | 0                 | 0                 | 0                 | 0        | 0      | 0           | 0          |
| W. Dorok        | 13            | 1             | 1             | 0             | 3                 | 0                 | 0                 | 0                 | 16       | 1      | 1           | 0          |
| M. Größler      | 37            | 12            | 1             | 0             | 4                 | 1                 | 0                 | 0                 | 41       | 13     | 1           | 0          |
| W. Gunselmann   | 8             | 1             | 1             | 0             | 0                 | 0                 | 0                 | 0                 | 8        | 1      | 1           | 0          |
| R. Hannakampf   | 35            | 1             | 0             | 0             | 1                 | 0                 | 0                 | 0                 | 36       | 1      | 0           | 0          |
| N. Hofmann      | 18            | 3             | 2             | 0             | 2                 | 0                 | 0                 | 0                 | 20       | 3      | 2           | 0          |
| H. Horn         | 38            | 1             | 1             | 0             | 5                 | 3                 | 0                 | 0                 | 43       | 4      | 1           | 0          |
| R. Kaul         | 24            | 0             | 2             | 1             | 3                 | 0                 | 0                 | 0                 | 27       | 0      | 2           | 1          |
| W. Mahr         | 34            | 0             | 0             | 0             | 3                 | 0                 | 0                 | 0                 | 37       | 0      | 0           | 0          |
| R. Scheler      | 7             | 0             | 0             | 0             | 0                 | 0                 | 0                 | 0                 | 7        | 0      | 0           | 0          |
| H. Schmitz      | 32            | 8             | 0             | 0             | 4                 | 2                 | 0                 | 0                 | 36       | 10     | 0           | 0          |
| U. Schreml      | 24            | 1             | 4             | 0             | 5                 | 0                 | 1                 | 0                 | 29       | 1      | 5           | 0          |
| N. Schumbrutzki | 7             | 0             | 0             | 0             | 2                 | 1                 | 0                 | 0                 | 9        | 1      | 0           | 0          |
| R. Schwarz      | 0             | 0             | 0             | 0             | 1                 | 0                 | 0                 | 0                 | 1        | 0      | 0           | 0          |
| U. Sommerer     | 39            | 17            | 4             | 0             | 5                 | 4                 | 0                 | 0                 | 44       | 21     | 4           | 0          |
| H. Tochtermann  | 6             | 3             | 0             | 0             | 2                 | 2                 | 0                 | 0                 | 8        | 5      | 0           | 0          |
| L. Wolf         | 26            | 1             | 4             | 0             | 4                 | 0                 | 1                 | 0                 | 30       | 1      | 5           | 0          |